# リバティ郡 (モンタナ州)
リバティ郡（英: Liberty County）は、アメリカ合衆国モンタナ州の北部に位置する郡である。2010年国勢調査での人口は2,339人であり、2000年の2,158人から8.4％増加した。郡庁所在地はチェスター（人口847人）であり、同郡で人口最大かつ唯一の自治体でもある。リバティ郡は1920年に設立された。

## 地理
アメリカ合衆国国勢調査局に拠れば、郡域全面積は1,447平方マイル (3,747.7 km2)であり、このうち陸地は1,430平方マイル (3,703.7 km2)、水域は17平方マイル (44.0 km2)で水域率は1.21％である。郡の北はカナダ＝アメリカ合衆国国境であり、アルバータ州に接している。

### 隣接する郡
- ツール郡 - 西
- ポンデラ郡 - 南西
- シュートー郡 - 南
- ヒル郡 - 東
- カナダ、アルバータ州フォーティマイル郡8号 - 北

## 人口動態
以下は2000年国勢調査による人口統計データである。
| 基礎データ - 人口: 2,158人 - 世帯数: 833 世帯 - 家族数: 583 家族 - 人口密度: 1人/km2（2人/mi2） - 住居数: 1,070軒 - 住居密度: 0軒/km2（1軒/mi2） 人種別人口構成 - 白人: 99.21% - ネイティブ・アメリカン: 0.09% - アジア人: 0.32% - その他の人種: 0.39% - 混血: 0.28% - ヒスパニック・ラテン系: 0.19% 先祖による構成 - ドイツ系：39.0％ - ノルウェー系：20.0％ - イギリス系：7.2％ - アメリカ人：5.8％ - アイルランド系：5.0％ 言語による構成 - 英語：84.5％ - ドイツ語：15.5％ | 年齢別人口構成 - 18歳未満: 25.8% - 18-24歳: 5.8% - 25-44歳: 24.7% - 45-64歳: 24.1% - 65歳以上: 19.7% - 年齢の中央値: 42歳 - 性比（女性100人あたり男性の人口） - 総人口: 97.1 - 18歳以上: 93.6 世帯と家族（対世帯数） - 18歳未満の子供がいる: 30.4% - 結婚・同居している夫婦: 62.7% - 未婚・離婚・死別女性が世帯主: 5.6% - 非家族世帯: 29.9% - 単身世帯: 27.9% - 65歳以上の老人1人暮らし: 14.0% - 平均構成人数 - 世帯: 2.51人 - 家族: 3.11人 収入と家計 - 収入の中央値 - 世帯: 30,284米ドル - 家族: 37,361米ドル - 性別 - 男性: 23,158米ドル - 女性: 16,579米ドル - 人口1人あたり収入: 14,882米ドル - 貧困線以下 - 対人口: 20.3% - 対家族数: 19.0% - 18歳未満: 28.9% - 65歳以上: 15.5% |

研究者のウィリアム・P・オヘアとケネス・M・ジョンソンは、リバティ郡が大変人口が希薄であり、完全に農業に依存し、都会化された地域がないことで、グレートプレーンズ北部の典型的なものと表現した。収入は雨量（農業生産量に影響する）とともに穀物や牛の価格に依存しているので毎年かなり変動し、2000年の国勢調査では数年間旱魃が続いた後だったので、1999年の低い収入が記録された。また、郡内にはフッター派教徒のコロニーが存在し、フッター派の家族は一般の人々に比べて子供の数がかなり多いので、一人当たり収入が少なくなっている。

## 都市と町

### 町
- チェスター - 郡庁所在地

### 国勢調査指定地域
- ジョプリン

### その他の町
- ロセア
- ウィットラッシュ